# 뉘고르스볼 내각
뉘고르스볼 내각은 1935년 3월 20일에 설립된 노르웨이의 내각이다. 요한 뉘고르스볼(Johan Nygaardsvold)을 총리로 하는 내각이었으며, 노르웨이에서 노르웨이 노동당이 주도가 된 내각이다. 마지막에 이 내각은 비사회주의 계열의 소수 정부가 되었다. 1884년 의회제가 도입된 이래로 정치에서 이러한 정부 형태는 우세적이었으며 안정화된 노동당 정부는 제2차 세계 대전을 제외하고 1963년 링 내각과의 동맹 때까지 노르웨이에 남아 있었다.
크리스토페르 호른스루드(Christopher Hornsrud)를 총리로 하는 호른스루드 내각이 1928년 겨울에 1달 간의 노동당 정부를 이끌었지만 곧 선거에서 패배했고, 노동당은 정책을 혁명적 공산주의에서 사회민주주의로 노선을 변경했다. 이러한 노선의 변화에는 정부 세력이 대공황의 영향을 줄일 수 있게 하기 위해 개혁을 사용할 수 있다는 자각에서 나온 것이었다. 1933년 선거에서 당은 "모두를 위해 일한다."와 "마을에서 도시까지, 손에서 손으로"라는 구호를 썼다. 이전의 1930년 선거 때 노동당은 스스로를 혁명적이라고 묘사했었다.
1933년 노동당은 선거에 진출했으나 여당이 될 수는 없었다. 대신 이들은 노동당과 연합하여 뉘고르스볼을 노르웨이 국회의 의장으로 선출하는데 동의하였다. 1936년 노르웨이 의회 선거에서도 야당이 되지 못한 노동당은 다양한 반대당들의 동요하는 지지도에 따라 내각을 이어갈 수 있었다. 내각은 나치 독일이 1940년 4월 9일 노르웨이를 급습한 베저위붕 작전 당시 머뭇거리고 불확실한 방법임에도 불구하고 초기에 독일군에 저항하기로 결심했다. 1940년 6월 7일 노르웨이는 항복 직후 런던에 망명 정부를 세웠고, 하콘 7세와 올라프 왕세자와 함께 노르웨이에서 떠났다.
노르웨이를 떠나 있는 동안 뉘고르스볼 내각은 연합군과 공동으로 독일군에 싸웠고, 이 사이에 노르웨이 정부는 비드쿤 크비슬링과 요세프 테르보벤이 4차례나 내각을 수립했다. 노르웨이에 수립된 망명 정부는 런던 내각으로도 알려져 있었으며, 이 내각은 1945년 5월 31일 노르웨이로 돌아왔다. 뉘고르스볼은 1945년 6월 12일 사임을 발표했고, 약 2주 후 범정치적인 제1차 예르하르센 내각이 수립되었다.